# شتلة

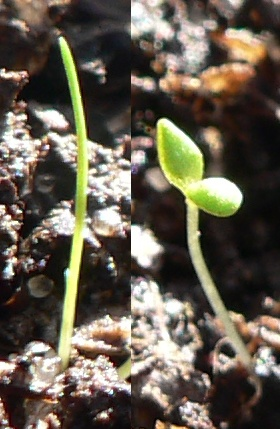
شتلة أحادية فلقة على اليسار و ثنائية على اليمين.

الشتلة أو البادرة هي نبتة صغيرة في طورها البوغي، خرجت من طورها الجنيني في البذرة. وتُسمَّى هذه المرحلة الإدْبَاس أو الثَنْط. ويبدأ نمو الشتلة بعد نبتها من البذرة. وتكون عادةً من ثلاثة أجزاء: الجذر الجنيني وسويق الجنين والورقة الجنينية.

## معرض صور

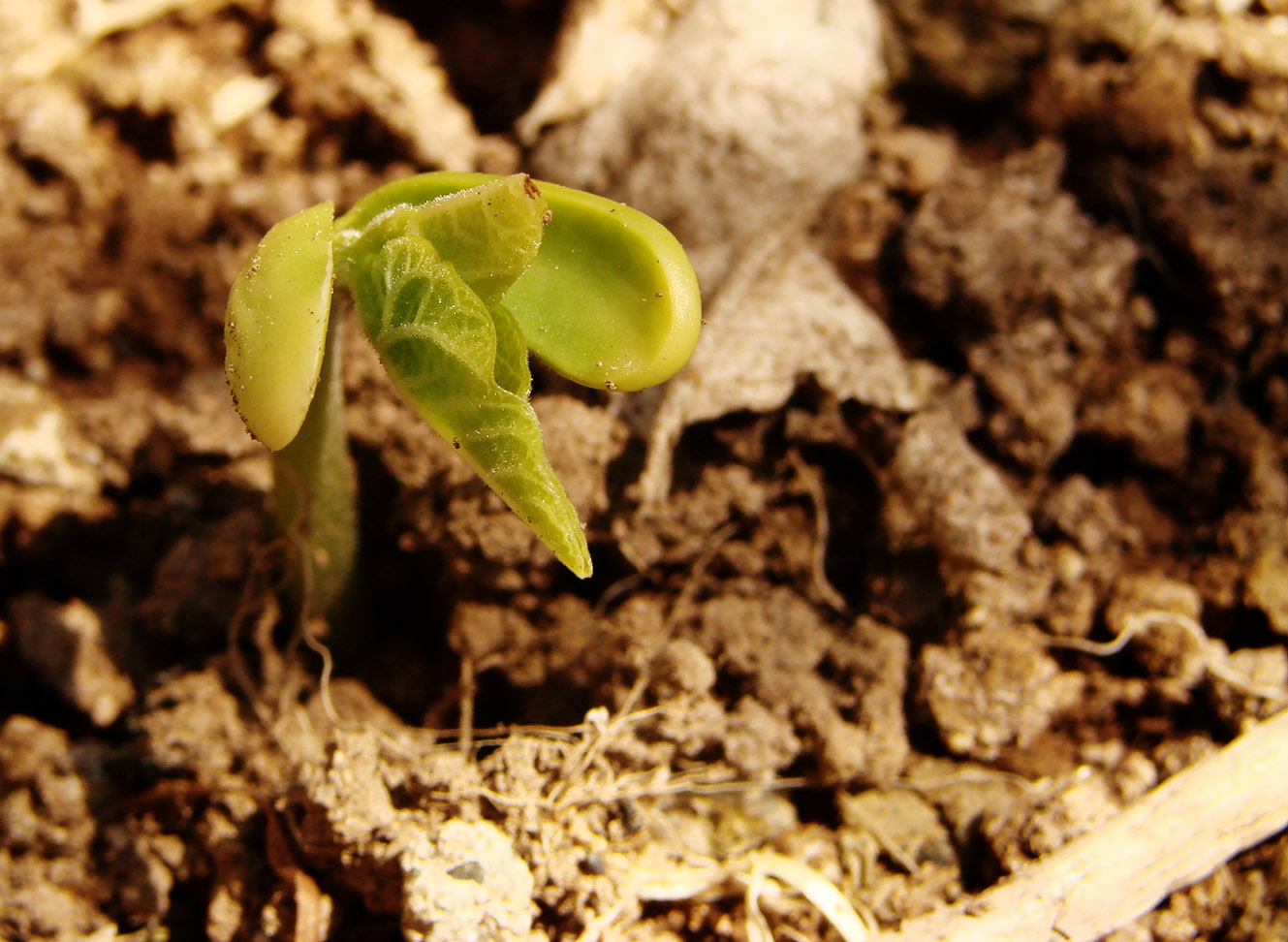
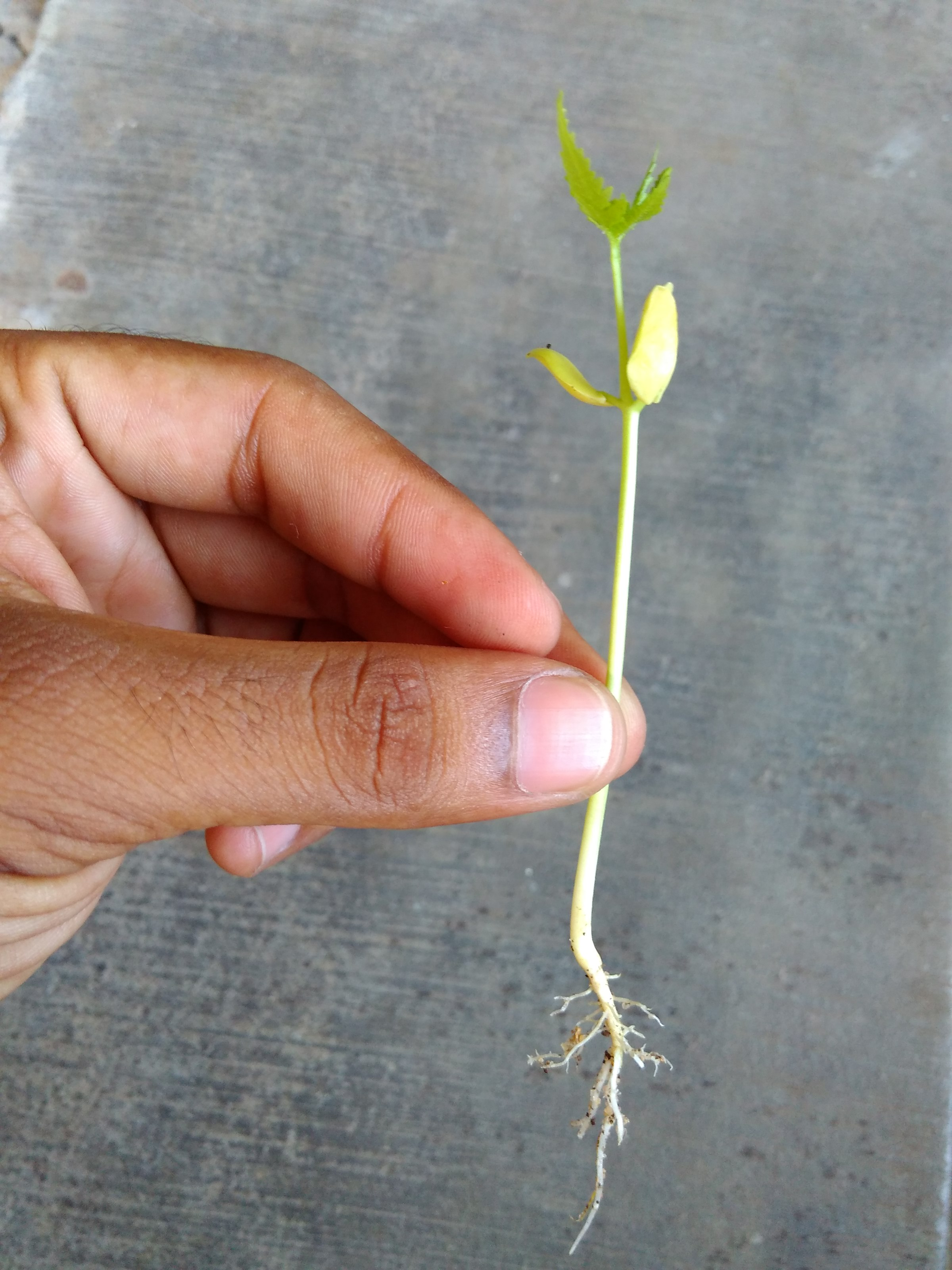
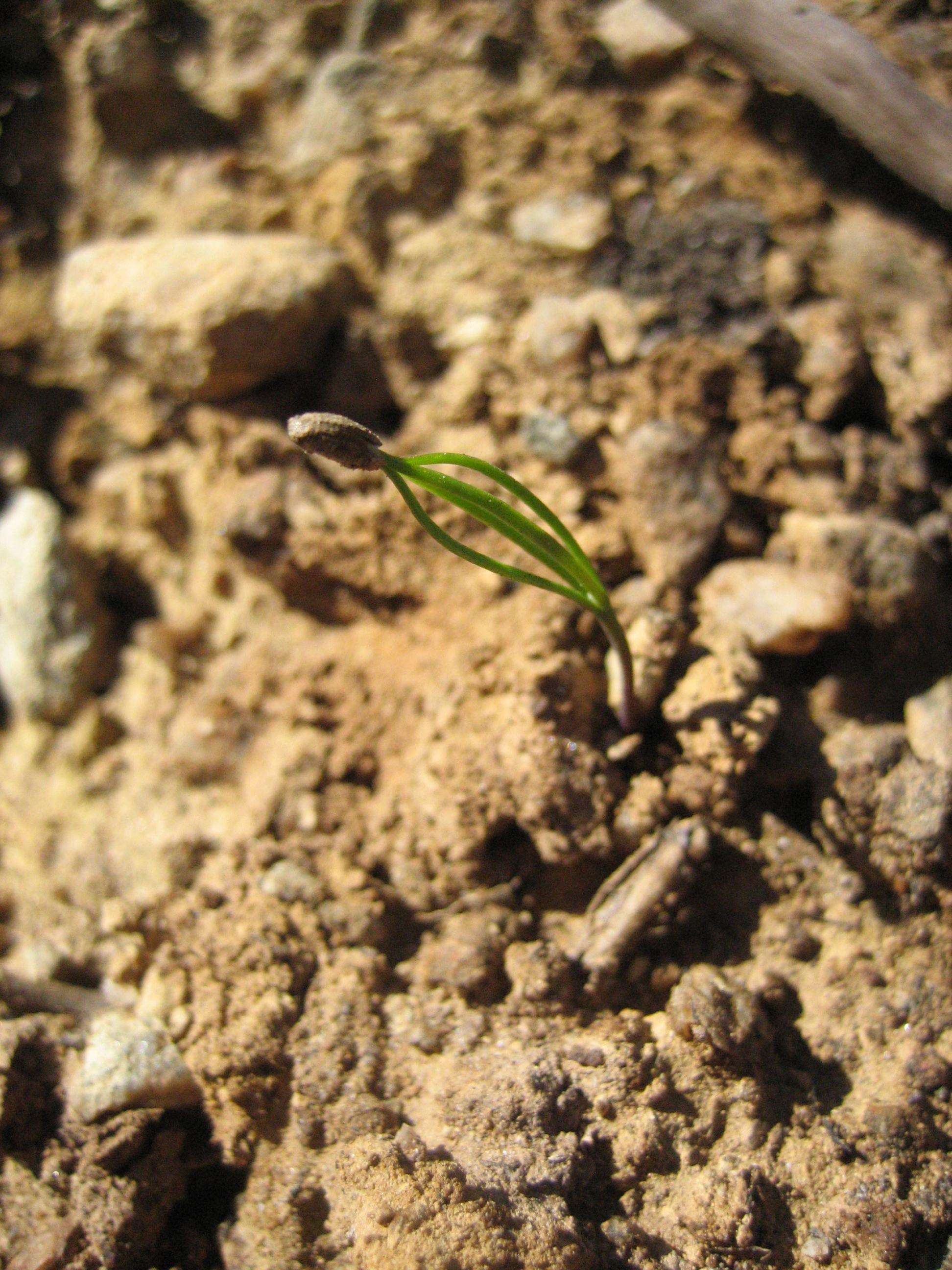
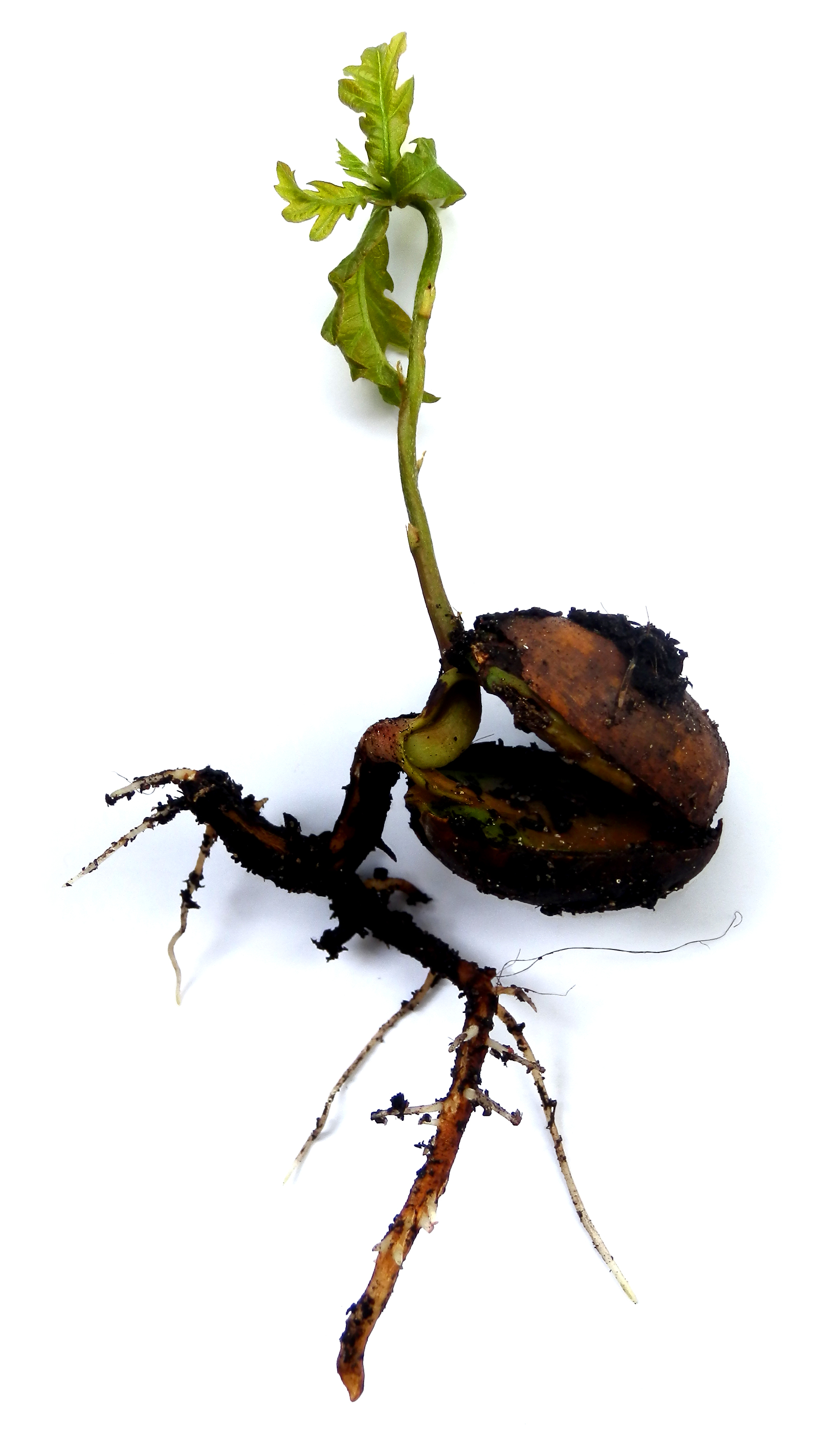